# Obey the Brave
Obey the Brave est un groupe canadien de punk hardcore et metalcore, originaire de Montréal et Ottawa. Formé en 2011, il réunit entre autres d'anciens membres de Despised Icon et de Blind Witness.

## Biographie

### Débuts etYoung Blood(2011–2013)

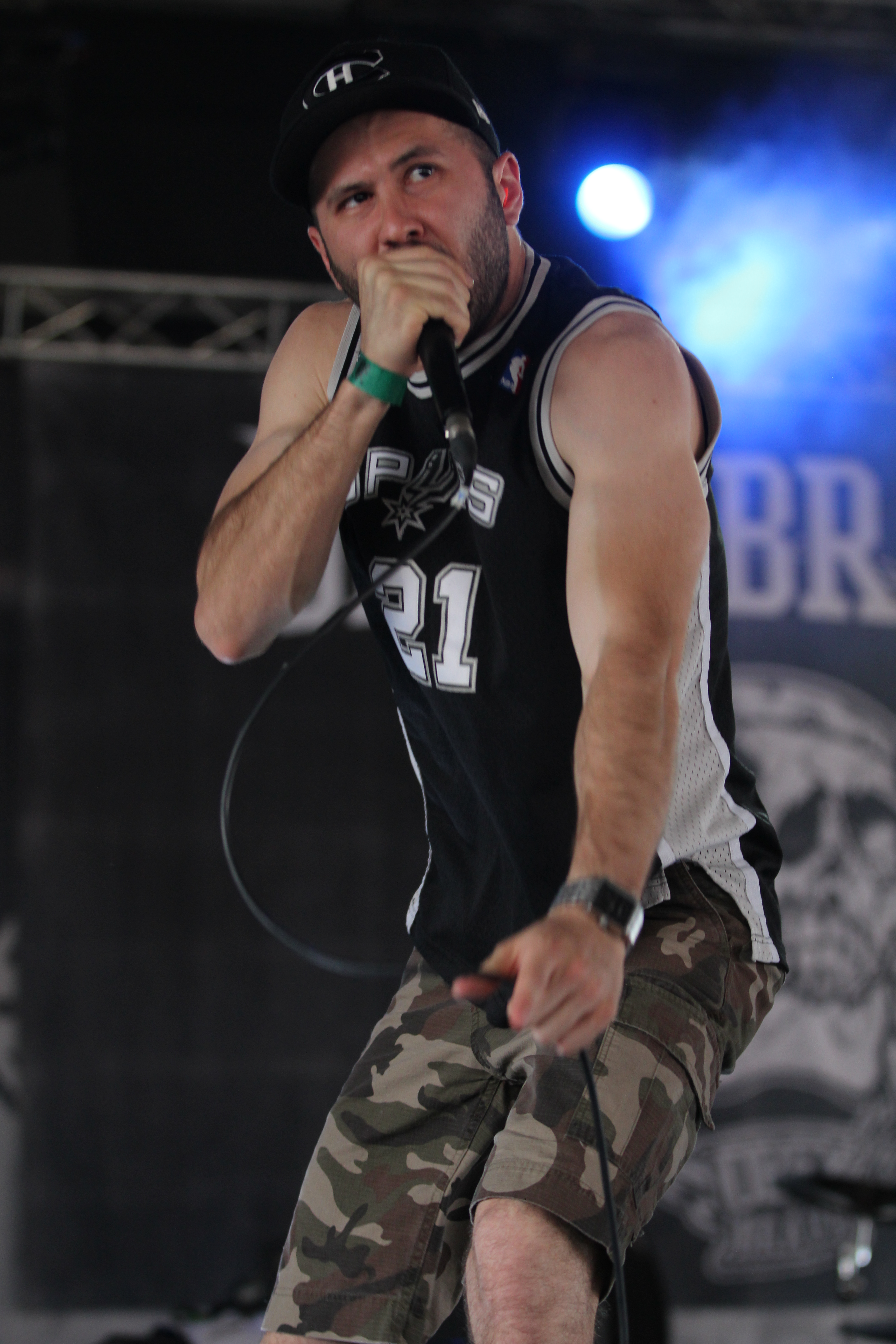
Alex Erian d'Obey the Brave au With Full Force, en 2014.

Le groupe est formé en 2011 avec Alex Erian (chant, de Despised Icon), John Campbell (guitare, ex-Blind Witness), Miguel Lepage (basse, ex-Blind Witness), Greg Wood (guitare) et Steve Morotti (batterie). Le groupe signe avec le label Good Fight Music, qui comprend dans ses rangs des groupes comme While She Sleeps, This or the Apocalypse et The Chariot auquel ils publient leur premier EP, Ups and Downs, le 22 mai 2012 en vinyle et téléchargement payant
Le 3 août 2012, le groupe joue avec Suicide Silence, The Word Alive, I See Stars, A Skylit Drive et Stick to Your Guns à la tournée américaine All Stars Tour. Ils joueront ensuite à Los Angeles, Denver, Salt Lake City, Chicago, New York et Houston,. Le 28 août 2012, ils publient leur premier album studio, Young Blood, aux labels Epitaph Records et Distort Records. Le 20 octobre 2012, Obey the Brave tourne en Europe ; ils jouent avec For the Fallen Dreams, We Came as Romans et Blessthefall pendant la tournée Never Say Die! Tour en Allemagne, en Autriche, en Suisse, en République tchèque, en Italie, en France, aux Pays-Bas, en Suède, en Belgique, au Luxembourg et au Royaume-Uni.
En janvier et février 2013, Obey the Brave entame la tournée Brothers of Brutality avec Whitechapel et Emmure, en Amérique du Nord. En avril et mai 2013, Obey the Brave joue avec Emmure. Ils participent aussi à la tournée The Mosh Lives avec Buried in Verona, Attila et Chelsea Grin. Ils participent au festival Impericon à Leipzig. En août, ils donnent un concert en Australie, avec Boris the Blade. Ils joueront aussi en Asie. Entre le 7 et 30 novembre 2013, le groupe joue avec Stray from the Path, Heart in Hand et Relentless en Europe.

### Salvation(2013–2015)
En septembre 2013, le groupe publie le single Full Circle, issu de leur prochain album. Le 11 août 2014, ils publient un autre single intitulé Raise Your Voice. Ils publient ensuite leur troisième album studio, Salvation, le 16 septembre 2014 au label Epitaph Records. Le 4 juillet 2014, ils jouent avec Being as an Ocean, Blessthefall, Of Mice and Men, Protest the Hero et Stick to Your Guns au With Full Force.
Entre le 19 septembre 2014 et le 25 octobre 2014, Obey the Brave joue avec The Amity Affliction pendant une tournée nord-américaine. Y participent aussi  For the Fallen Dreams, Crossfaith, Favorite Weapon et Exotype. Ils participent au Never Say Die! Tour et tourne en Europe en novembre avec Capsize, More than a Thousand, No Bragging Rights, Comeback Kid, Stick to Your Guns et Terror.
Entre le 3 avril 2015 et le 2 mai 2015, le groupe part en tournée avec Malevolence, Napoleon et Kublai Khan en Europe. Ils joueront aux Impericon Festivals à Paris, Zurich, Vienne, Oberhausen et Leipzig au Groezrock. Entre le 6 et 24 mai 2015, ils partent en tournée sud-américaine visitant des pays comme le Brésil, l'Argentine, le Panama, le Mexique et le Chili. À l'été 2015, ils jouent au Summer Breeze à Dinkelsbühl.

### Nouvel album (depuis 2015)
Le 13 octobre 2015, le groupe commence à écrire de nouvelles chansons. En 2016, ils annoncent un nouvel album enregistré aux côtés de Tom Denney à la production.
En avril 2017 sort la chanson On Our Own de leur nouvel album Mad Season.

## Membres

### Membres actuels
- Alex Erian - chant (depuis 2012)
- Stevie Morotti - batterie (depuis 2012)
- Terrence McAuley - guitare (depuis 2015)
- Ben Landreville - Basse (depuis 2019)

### Anciens membres
- Greg Wood « Old Greg » - guitare (2012-2015)
- Miguel Lepage - basse (2012-2015)
- Jon Campbell - guitare (2012-2019)
- Cory Wilson - basse (2015-2019)

## Discographie
- 2012 : Ups and Downs (EP)
- 2012 : Young Blood
- 2014 : Salvation
- 2017 : Mad Season
- 2019 : Balance